# Удаяпур (район)
Удаяпур (непальск. उदयपुर जिल्ला) — один из 75 районов Непала. Входит в состав зоны Сагарматха, которая, в свою очередь, входит в состав Восточного региона страны. Административный центр — город Триюга.
Граничит с районом Окхалдхунга (на северо-западе), районом Кхотанг (на севере), районами Сираха и Саптари (на юге), районами Бходжпур, Дханкута и Сунсари зоны Коси (на востоке) и районом Синдхули зоны Джанакпур (на западе). Площадь района составляет 2063 км².
Население по данным переписи 2011 года составляет 317 532 человека, из них 149 712 мужчин и 167 820 женщин. По данным переписи 2001 года население насчитывало 287 689 человек.